# چاپ خورشیدی

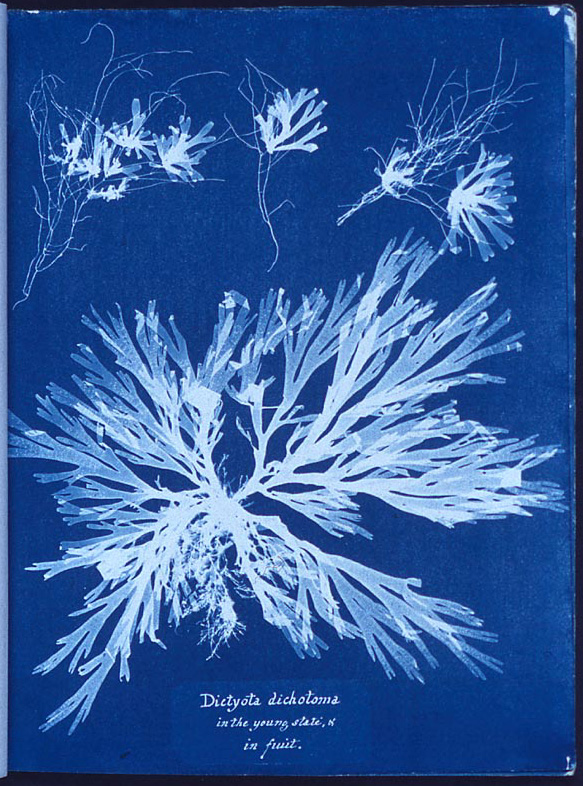
آنا اتکینز - چاپ سایانوتایپ از جلبک‌ها

چاپ خورشیدی ممکن است به انواعی از فنون چاپ اشاره داشته باشد که در آن‌ها از نور خورشید به‌عنوان عامل ظهور یا تثبیت استفاده می‌شود.

## فنون

### سایانوتایپ
سایانوتایپ که با عنوان «چاپ آبی» نیز شناخته می‌شود، قدیمی‌ترین فرایند چاپ عکاسی بدون استفاده از هالیدهای نقره است. در این روش، موادی که با محلول پتاسیم فری‌سیانید و آمونیوم فریک سیترات آغشته شده‌اند، در معرض نور فرابنفش مانند نور خورشید قرار می‌گیرند. می‌توان با مسدود کردن نور فرابنفش از رسیدن به مادهٔ حساس‌شده، تصویر نگاتیو یا پوزیتیو به دست آورد. برای نمونه، با قرار دادن یک برگ روی کاغذ آغشته به این محلول و تاباندن نور خورشید برای ۱۰ تا ۲۰ دقیقه، می‌توان تصویری نگاتیو از برگ ایجاد کرد. پس از شست‌وشو با آب، تصویر برگ بر کاغذ باقی می‌ماند. نواحی‌ای که در معرض آفتاب قرار گرفته‌اند به رنگ نیل فرنگی درمی‌آیند و بخش‌هایی که برگ آن‌ها را پوشانده سفید باقی می‌مانند.

### رنگینه‌های خمره‌ای حساس به نور
نوعی خاص از رنگینهٔ خمره‌ای به نام Inkodye نیز به‌دلیل حساسیت به نور، در چاپ خورشیدی کاربرد دارد. برخلاف رنگینه‌های خمره‌ای دیگر که با اکسیژن رنگ خود را پدیدمی‌آورند، Inkodye با نور فعال می‌شود. این رنگ‌ها در حالت لکو بی‌رنگ به نظر می‌رسند و تنها با قرارگیری در معرض نور فرابنفش رنگ می‌گیرند. کاربری آن‌ها مشابه سایانوتایپ است، اما برخلاف آن، Inkodye عمدتاً برای چاپ روی پارچه به‌کار می‌رود و در طیف کامل رنگ‌ها در دسترس است. زمان نوردهی بسته به رنگ مورد نظر و شدت نور از ۳ تا ۱۵ دقیقه متغیر است. پس از نوردهی، مادهٔ حساس‌شده در آب صابونی شسته می‌شود تا رنگ از نواحی بدون نوردهی پاک گردد. این رنگ‌ها معمولاً توسط هنرمندان، چاپگران پارچه و صنعتگران استفاده می‌شوند و می‌توان آن‌ها را با نگاتیو، چسب مقاوم یا از طریق چاپ سیلک به‌کار برد.

### پتاسیم دی‌کرومات
چاپ خورشیدی ممکن است همچنین به فرایندی در عکاسی اشاره داشته باشد که در آن از پتاسیم دی‌کرومات استفاده می‌شود و نتیجهٔ آن تولید یک پلیت نگاتیو برای چاپ سنگی سنتی است. در این روش، فیلمی از ژلاتین روی سطحی صاف و سخت گسترده می‌شود. این ژلاتین با محلولی رقیق از پتاسیم دی‌کرومات پوشش داده شده و در نور کم خشک می‌شود. سپس یک پوزیتیو شفاف با دقت روی این لایه قرار می‌گیرد و تا ۳۰ دقیقه در معرض نور شدید خورشید قرار می‌گیرد. در این مدت، نور خورشید و دی‌کرومات، ژلاتین نور دیده را دباغی می‌کنند. پلیت با شست‌وشو در آب گرم ظاهر می‌شود و ژلاتین دباغی‌نشده شسته می‌شود. پس از خشک‌شدن، یک چاپ برجسته بر سطح پلیت پدیدار می‌شود. این سطح را می‌توان مرکب زد و با استفاده از یک پرس دستی، نسخه‌های یکسانی از تصویر اصلی چاپ کرد.

## مطالعهٔ بیشتر
- Hewitt, Barbara (1995). Blueprints on Fabric:Innovative Uses for Cyanotype. Interweave Press. ISBN 0-934026-91-2.